# Centrochares floripennis
Centrochares floripennis är en insektsart som beskrevs av Yuan och Fan 1995. Centrochares floripennis ingår i släktet Centrochares och familjen hornstritar. Inga underarter finns listade i Catalogue of Life.